# Johann von Zimmermann

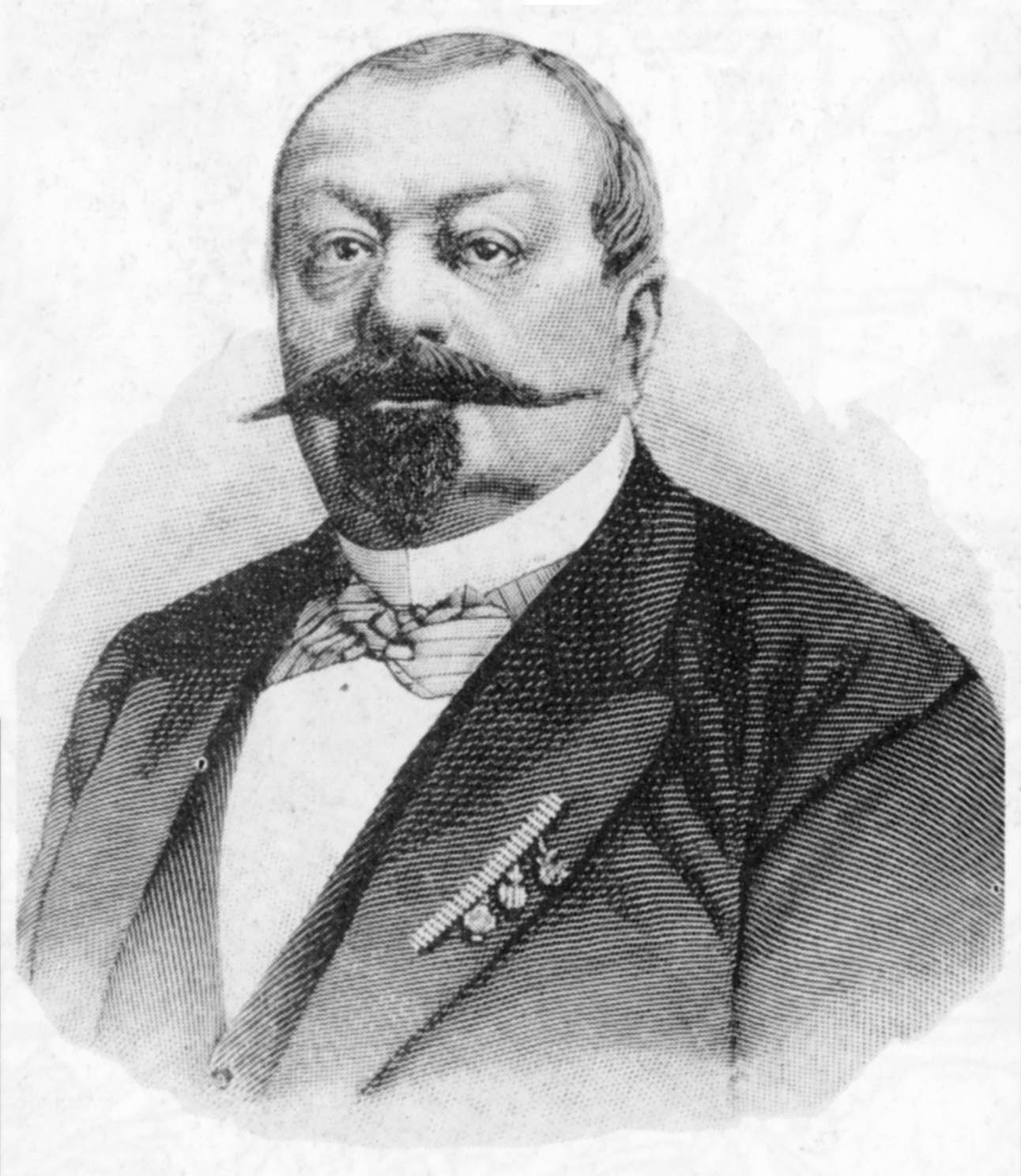
Johann von Zimmermann

Johann von Zimmermann, född 27 mars 1820 i Pápa, död 2 juli 1901 i Berlin, var en ungersk-tysk industriman.
Zimmermann inlade stor förtjänst om tillverkningen av goda verktygsmaskiner i Tyskland. Han öppnade 1844 i Chemnitz en mekanisk verkstad för finare maskindelar, inriktade sig 1854 på verktygsmaskiner (särskilt för träbearbetning) och lyckades framställa sådana, som kunde konkurrera med de brittiska. Hans verkstad, som 1871 sysselsatte ett tusental arbetare, ombildades då till ett aktiebolag, vars direktör han blev. För sina förtjänster om främjandet av industriell yrkesbildning i Ungern upphöjdes han 1877 av österrikiska kejsaren i ärftligt adelsstånd.